# Exechohypopion leucomallum
Exechohypopion leucomallum är en tvåvingeart som först beskrevs av Philippi 1865.  Exechohypopion leucomallum ingår i släktet Exechohypopion och familjen svävflugor. Inga underarter finns listade i Catalogue of Life.